# Domingos Francisco de Sousa Leão
Domingos Francisco de Sousa Leão, primeiro e único barão e visconde de Tabatinga (Pernambuco, 28 de julho de 1816 – Recife, 2 de janeiro de 1893), foi um senhor de engenho-de-açúcar e político brasileiro, tendo representado sua província de origem por diversas legislaturas como deputado provincial.

## Biografia

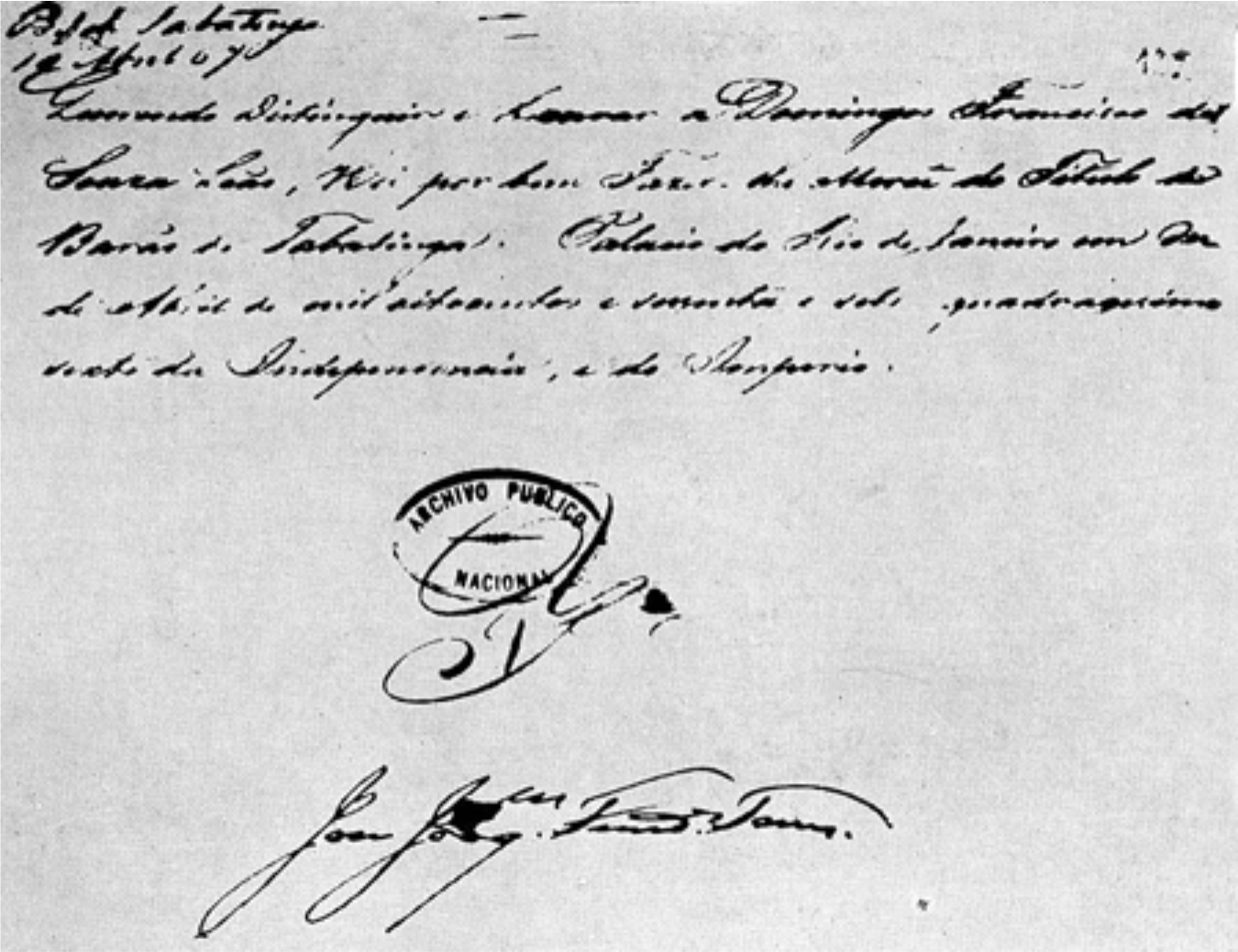
Decreto que o inscreve no rol do baronato brasileiro em 10 de abril de 1867 (Arquivo Nacional).

Filho do coronel Francisco Antônio de Sousa Leão e de D. Maria da Penha Pereira da Silva, foi irmão de Francisca de Paula de Sousa Leão, que se casou com seu primo Umbelino de Paula de Sousa Leão, barão de Jaboatão, e de Maria Leopoldina de Sousa Leão, que se casou com seu primo Antônio de Sousa Leão, barão de Morenos. Casou-se em primeiras núpcias com sua prima D. Inês Escolástica Pessoa de Melo, irmã do barão de Morenos e do visconde de Campo Alegre, e, em segundas núpcias, com D. Francisca Alexandrina de Albuquerque Melo, filha do capitão Miguel Lúcio de Albuquerque Melo. Não deixou descendência.
Senhor dos engenhos de Tabatinga, no Cabo, deputado à Assembléia Provincial em várias legislaturas, era comendador da Imperial Ordem da Rosa.